# Zonder titel (Frans Hage)
Aan de Overtoom in Amsterdam-West staat een titelloos artistiek kunstwerk. 
Rond 1980 werd de Hollandsche Manege aan de Vondelstraat 140 te Amsterdam gerestaureerd. Deze manege had een achtergevel die aansloot op de bebouwing aan de Overtoom. Dat gebouw bood onderdak aan een handelaar in old-timers van de merken Studebaker en Hillman. In de tijd van die restauratie verdween ter plaatse aan de Overtoom een aantal gebouwen om plaats te maken voor nieuwbouw. Op de plaats van de autohandel verscheen een open ruimte die tijdens de bouwwerkzaamheden plaats bood aan een romneyloods voor bouwmaterialen. Toen restauratie en nieuwbouw op hun eind liepen bleef de open ruimte achter. Deze werd opgevuld met een betonplastiek van kunstenaar Frans Hage. Hage (1952-04-27) kwam met een aantal betonnen kolommen, die geplaatst werden in idem blokken. Deze blokken lijken de kolommen te ondersteunen, maar kunnen tevens dienen tot zitelementen (toegepaste kunst). De kolommen zelf zijn versierd met abstracte mozaïekjes. Het kunstwerk werd rond 1982 neergezet.
Andere beelden in de openbare ruimte van Hage zijn te bekijken in Rotterdam en een vijftal in en rondom Hoorn (zie Lijst van beelden in Hoorn)

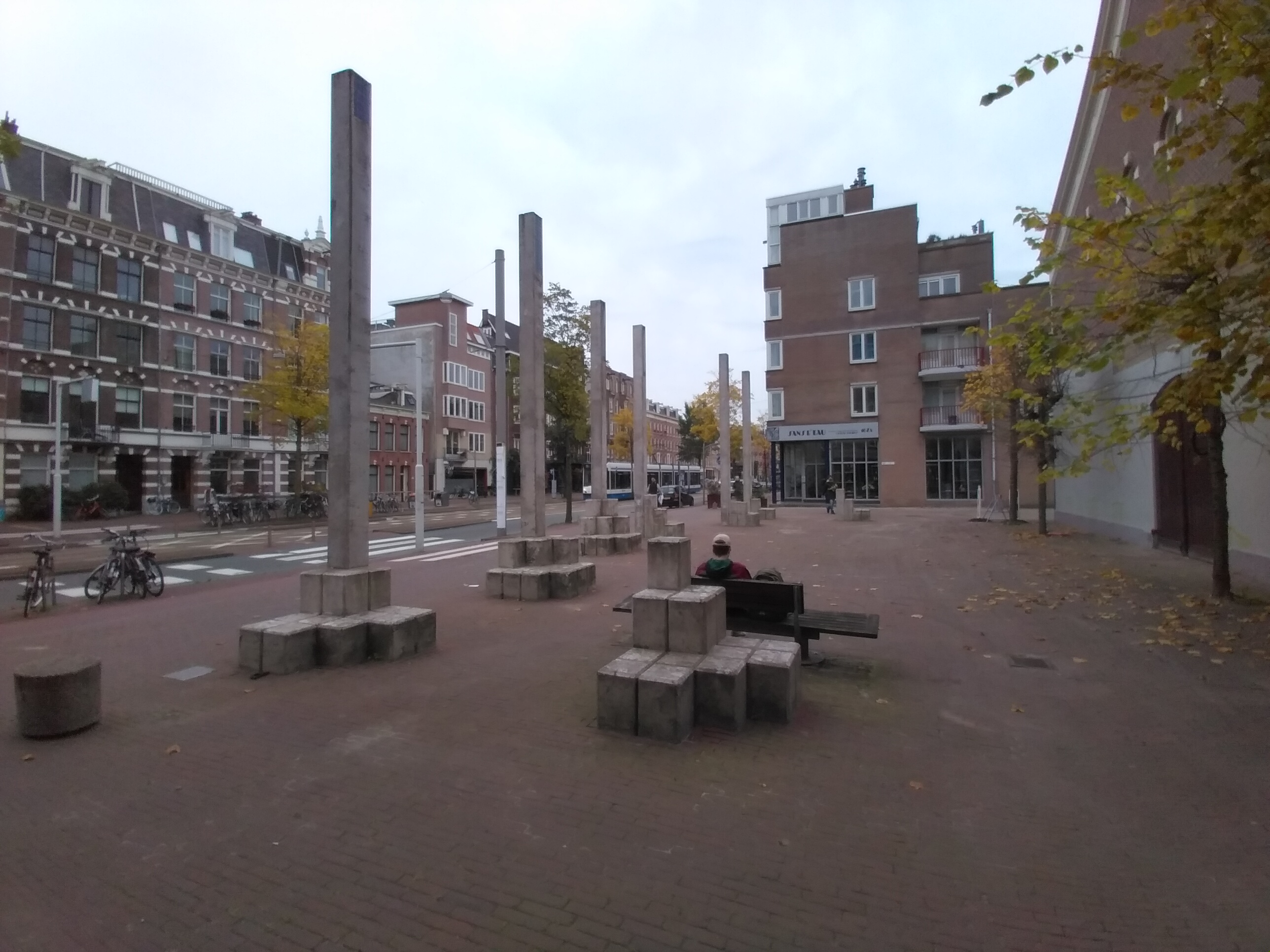
Kolommen van Hage (oktober 2020)